# 黄花滩水库
黄花滩水库是中国内蒙古自治区包头市达尔罕茂明安联合旗境内的一座水库，位于塔尔红河上，建于1962年。水库正常库容为357万立方米，集雨面积为940平方千米，海拔为1410.5米。